# Adolf Stoecker
Adolf Stoecker (né le 11 décembre 1835 à Halberstadt - décédé le 2 février 1909 à Gries bei Bozen, comté de Tyrol). Théologien protestant et homme politique allemand.
« Ennemi juré de la social-démocratie », Stoecker a essayé de briser l'alliance entre le SPD et le monde du travail, en mettant en avant la chrétienté, la monarchie, le conservatisme social, les réformes sociales, mais également l'antisémitisme.

## Biographie

### Origines
Adolf Stoecker est le fils d'un forgeron devenu par la suite agent de police au 7e régiment de cuirassiers de Halberstadt. De 1854 à 1857, après avoir été diplômé du lycée de la cathédrale de Halberstadt, il étudie la théologie à l'université Martin-Luther de Halle-Wittemberg et l'université Frédéric-Guillaume. Il rejoint d'abord le Corps Neoborussia Halle (de), mais en démissionne en 1855 afin de faire revivre le Corps Borussia Halle suspendu. Après ses études et cela jusqu'en 1862, il exerce dans différentes familles nobles comme à Riga chez le comte Lambsdorff, mais également comme aumônier militaire. Après l'Oberlehrerexamen (l'examen permettant d'enseigner) de 1862, il participe à un voyage de neuf mois en Allemagne du Sud, en Suisse et en Italie.

### Carrière politique et ecclésiastique
En 1863 Stoecker devient pasteur à Seggerde (Altmark). Trois ans plus tard, il change de paroisse pour s'occuper de celle de Hamersleben, une petite ville industrielle. Marié depuis 1867 à Anna Krüger, fille d'un conseiller de commerce brandebourgeois, il quitte Hamersleben en 1871 après s'être violemment opposé aux mariages inter-confessionnels. Il devient la même année pasteur à Metz.
À partir du 17 octobre 1874, Stoecker devient quatrième prédicateur à Berlin. Depuis 1863, ses écrits dans le Neue evangelische Kirchenzeitung l'avaient rendu intéressant aux yeux de la cour. La même année, il devient membre de la direction synodale générale de l'Église d'État protestante des anciennes provinces de Prusse.
En 1878, Stoecker expose ses opinions réformatrices sociales chrétiennes dirigées contre la social-démocratie lors de la Eiskeller-Versammlung. C'est lors de cette réunion que le Parti chrétien social des travailleurs est fondé. Il changera de nom en 1881 pour devenir le Parti chrétien-social. Le but du parti est de défaire les liens existants entre le SPD (socialiste) et les ouvriers en exerçant une politique sociale monarchiste et chrétienne mais également en diffusant l'antisémitisme. Après un échec retentissant lors des élections parlementaires de 1878, Stoecker redirige son action pour gagner les classes moyennes. Un an auparavant, Stoecker avait pris la direction de la Berliner Stadtmission, une association protestante dont le but est de freiner le déclin de la religion en s'engageant socialement et ainsi faire retrouver à l'église un prestige accru.
Une diaconie est mise en place, elle s'occupe des malades, des handicapés et des groupes discriminés. C'est ainsi que Stoecker fonde la Schrippenkirche dans la Ackerstraße où une tasse de café et deux petits pains sont distribués après l'office religieux. Les prêches qu'il publie atteignent un tirage de 130 000.
De 1879 à 1898, Stoecker est député pour la circonscription de Minden-Ravensberg au parlement de Prusse. De 1881 à 1893 puis de 1898 à 1908, il est député au Reichstag pour la circonscription de Siegen-Wittgenstein-Biedenkopf. Enfin, il est jusqu'en 1896 le représentant du Parti conservateur allemand auquel les sociaux-chrétiens s'étaient ralliés.
Après n'avoir pas réussi à rallier à lui les ouvriers et les sociaux-chrétiens, Stoecker se tourne avec succès vers les classes moyennes en recourant à la propagande antisémite. Son action trouve un écho favorable parmi certains étudiants. Le Christlich-Soziale Partei reste cependant dépendant des conservateurs. Stoecker et Hammerstein envisagent de transformer le Parti conservateur allemand en un parti de masse en association avec le Kreuzzeitung ultra conservateur.
En 1883, Stoecker est nommé deuxième prédicateur et il devient quatre ans plus tard l'éditeur du Neue evangelische Kirchenzeitung.
Entre 1887 et 1888, Stoecker et l'aile droite de son parti entrent de plus en plus en conflit avec la politique du chancelier Otto von Bismarck. Stoecker a cependant une grande influence sur le prince Wilhelm, le futur Guillaume II d'Allemagne et essaie de le retourner contre Bismarck. Dans les lettres publiées par le Vorwärts sous le titre Scheiterhaufenbrief (littéralement lettres du bûcher), on apprend que Stoecker a comploté pour obtenir la destitution de Bismarck.
En 1889, Bismarck exige de Stoecker qu'il renonce publiquement à tout engagement politique actif et l'année suivante, Stoecker perd sa charge de prédicateur. La même année, Stoecker fonde le Congrès social-protestante afin de se confronter à la question sociale. Des intellectuels libéraux comme Friedrich Naumann, Adolf von Harnack ou Otto Baumgarten (de) en font partie.
Après le renvoi de Bismarck, Stoecker gagne de plus en plus d'influence sur les conservateurs allemands. Lors du congrès du parti, le Tivoli-Parteitag de 1892, les antisémites réussissent sous la direction de Stoecker à ancrer l'antisémitisme dans le programme du Parti conservateur allemand.
Étant donné que les libéraux ont la majorité au sein du Congrès social-protestant, Stoecker le quitte en 1896. Il fonde dès lors la Conférence ecclésiastique et sociale libre (de). Friedrich Naumann et Helmut von Gerlach fondent le Nationalsoziale Partei. C'est ainsi que le caractère conservateur et antisémite du parti de Stoecker est devenu encore plus visible.
Après que Stoecker a quitté les conservateurs allemands en 1896 à la suite de son implication dans différents scandales, son parti a connu un déclin généralisé. Les sociaux-chrétiens se sont alors retrouvés à s'allier avec d'autres partis antisémites. Stoecker et son parti avaient alors perdu presque toute leur influence politique.

### Stoecker et l'antisémitisme

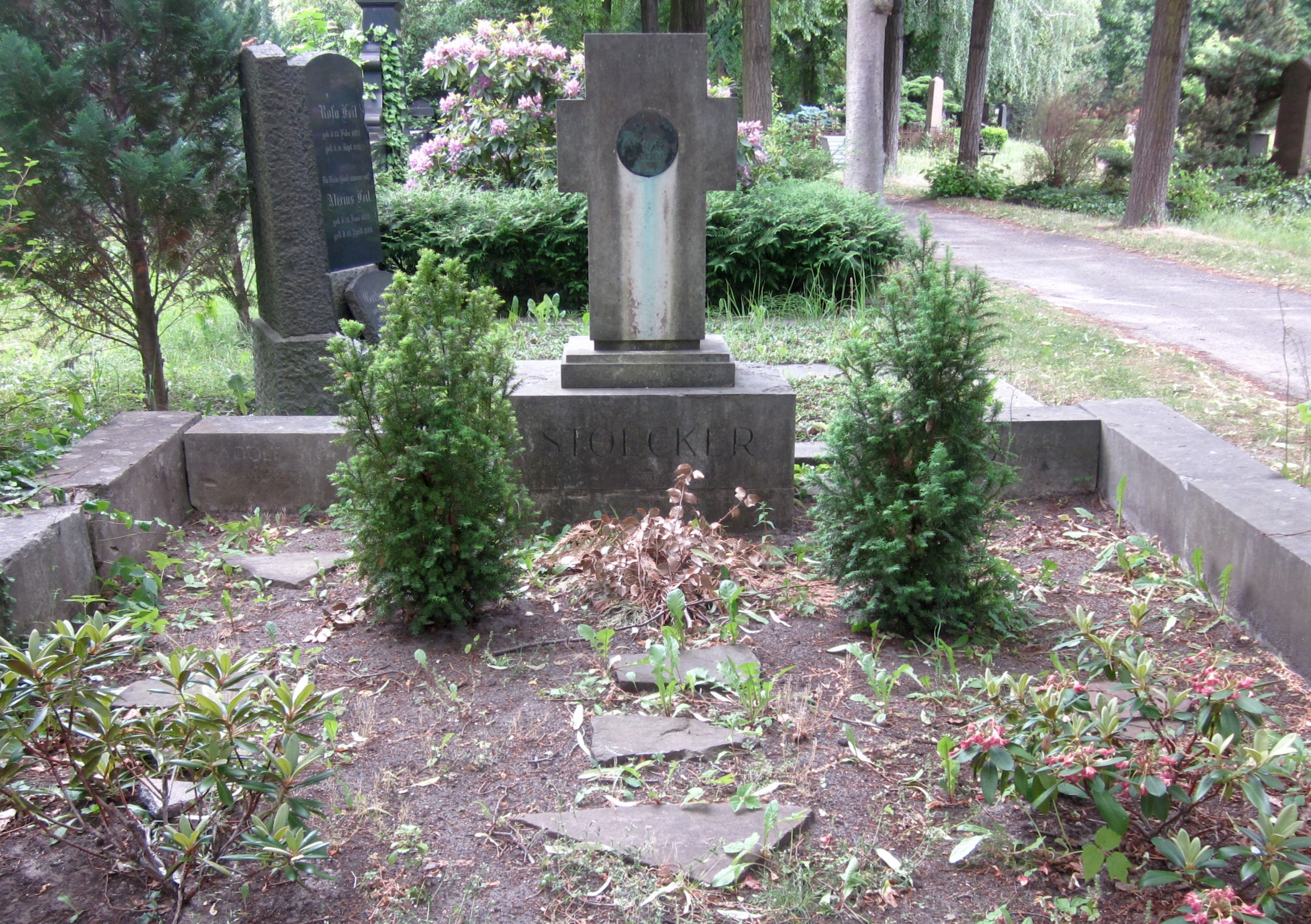
Sépulture d'Adolf Stoecker au cimetière de la Trinité (division II) de Berlin.

Dans la vision que Stoecker a du monde, la judaïté moderne était synonyme de libéralisme, de capitalisme, de matérialisme et d'athéisme. De plus, « pour lui, juifs et sociaux-démocrates ne font qu'un ». Dans son esprit, les réformes sociales chrétiennes et l'antijudaïsme ne sont pas contradictoires, mais se conditionnent conjointement. Stoecker se considère lui-même comme fondateur et père du mouvement antisémite. Il élève le premier l'antisémitisme à un credo central pour un parti politique moderne.
Stoecker s'est distancé parfois de l'antisémitisme racial. Ses déclarations antisémites oscillaient entre un antijudaïsme chrétien traditionnel et une vision moderne, raciste et populaire, ce qui a accru son potentiel de ralliement. Stoecker a largement contribué à ce que l'antisémitisme se propage dans le protestantisme et les partis conservateurs. Les antisémites non-religieux ont raillé la position de Stoecker en la qualifiant d'antisémitisme de baptistère.
Lors du Congrès international antijuif de Dresde (1882), ses positions antisémites étaient moins radicales que celles d'Ernst Henrici tout en gardant un caractère profondément discriminatoire.
Adolf Stoecker meurt le 2 février 1909 à l'âge de 73 ans à Gries bei Bozen. Il est enterré au Friedhof der Dreifaltigkeitskirche à Berlin-Kreuzberg.
Dans son roman Der Untertan, Heinrich Mann évoque Stöcker lorsque l'avocat Wiebel s'engage en politique : « Après son exposé les Néo-Teutons jugèrent d'un commun accord que le libéralisme juif était le fruit annonciateur de la démocratie sociale, et que les Allemands chrétiens devaient serrer les rangs autour de Stöcker, le prédicateur de la cour ».

## Œuvres
- Der religiöse Geist in Volk und Heer während des französischen Krieges, Vortrag, Berlin, 1876
- Das moderne Judenthum in Deutschland, besonders in Berlin. Zwei Reden in der christl.-socialen Arbeiterpartei, Berlin, 1879
- Zur Handwerkerfrage, Vortrag, Breslau, 1880
- Die Bewegungen der Gegenwart im Lichte der christlichen Weltanschauung, Heidelberg, 1881 Lire en ligne
- Die persönliche Verantwortung der Besitzenden und Nichtbesitzenden in der sozialistischen Bewegung und Gegenwart, Vortrag. Bâle, 1881
- Eine entscheidende Stunde deutscher Geschichte, Halle 1881
- ’Wirket so lange es Tag ist!’ Festpredigt bei der 50-jährigen Jubelfeier der Elberfeld-Barmer-Gefängnis-Gesellschaft am 14. Oktober 1883 über Ev. Joh. 9, v. 1-4, Elberfeld, 1884
- Eins ist noth. Ein Jahrgang Volkspredigten über freie Texte, Berlin, 1884
- Christlich-Sozial. Reden und Aufsätze, Bielefeld, 1885
- Predigten, Berlin, 1886
- Den Armen wird das Evangelium gepredigt. Ein Jahrgang Volkspredigten über die Evangelien des Kirchenjahres, Berlin, 1887
- Die sozialen und kirchlichen Notstände in großen Städten, Vortrag, Stuttgart, 1888
- Die sonntägliche Predigt, Berlin, 1889
- Wandelt im Geist. Ein Jahrgang Volkspredigten über freie Texte, Berlin, 1889
- Sozialdemokratie und Sozialmonarchie, Leipzig, 1891
- Arm und Reich, Vortrag, Bâle, 1891
- Innere Mission und sociale Frage, Leipzig, 1891
- Das Salz der Erde. Ein Jahrgang Zeitpredigten, Berlin, 1892
- Wach’ auf, evangelisches Volk!, Berlin, 1893
- Dreizehn Jahre Hofprediger und Politiker, Berlin, 1895
- Verheißung und Erfüllung. Ein Jahrhundert Volkspredigten über alttestamentliche Texte, Berlin, 1897
- Die Leitung der Kirche. Ein Weckruf, Siegen, 1899
- Reden im neuen Reichstag 1899, Siegen, 1899
- An der Grenze zweier Jahrhunderte, Berlin, 1900
- Das Evangelium eine Gotteskraft. Ein Jahrgang Volkspredigten über die Evangelien der neuen Perikopen, Berlin, 1900
- Das christliche Sittlichkeitsideal und der Goethebund, Hambourg, 1901
- Kann ein Christ Sozialdemokrat, kann ein Sozialdemokrat Christ sein?, Berlin, 1901
- Beständig in der Apostellehre. Ein Jahrgang Volkspredigten über die Episteln der Eisenacher Perikopenreihe, Berlin, 1901
- Welche Gefahren drohen dem kirchlichen Bekenntnisseitens der modernen Theologie und was können die evangelischen Gemeinden tun zur Abwehr?, Gütersloh, 1902
- Die drei Paladine des alten Kaisers. Erinnerungen aus großer Zeit, Essen, 1906
- Kirche und die Frauenfrage, Wismar, 1907